# Hubert-François Gravelot
Hubert-François Gravelot, pseudonimo di Hubert-François Bourguignon (Parigi, 26 marzo 1699 – Parigi, 20 aprile 1773), è stato un pittore, disegnatore e incisore francese.

## Biografia
Non fu uno studente brillante e non trasse grande profitto nemmeno da un soggiorno romano finanziato dal padre. Dopo un viaggio a Santo Domingo incominciò ad approfondire le arti ed il suo percorso di formazione artistica fu nobilitato dalle lezioni dei maestri Jean Restout e François Boucher, dai quali apprese il gusto del tratto deciso e fermo, oltre ad una certa eleganza della composizione.

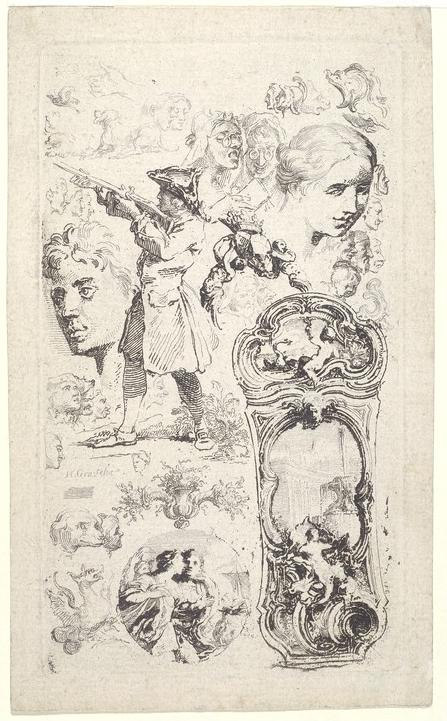
Acquaforte, 1733-1744, Hubert Gravelot (Victoria e Albert Museum)

Si trasferì, a partire dal 1732, per oltre un decennio in Inghilterra, a Londra, dove si attivò assieme all'incisore Claude Du Bosc, ottenendo un buon successo come illustratore di libri e come caricaturista, distinguendosi per il suo contributo a diffondere lo stile Rococò oltremanica, ma anche per la sua adesione ai movimenti artistici inglesi più d'avanguardia e ribelli. La sua prima opera fu l'illustrazione della traduzione inglese di Cérémonies et coutumes religieuses de tous les peuples du monde, di Jean-Frédéric Bernard, la cui edizione originale è illustrata soprattutto da Bernard Picart.
A Londra Gravelot risultò uno degli artisti più rappresentativi della Accademia di San Martin Lane organizzata da William Hogarth, che rappresentò una antesignana della Royal Academy e venne fondata in un periodo storico nel quale non esistevano né pubbliche esibizioni artistiche nella capitale inglese, e nemmeno salon a Parigi e quindi mancavano luoghi dove poter esibire le opere.
Durante la sua permanenza londinese insegnò per vari anni all'Accademia ed ebbe come allievo, tra gli altri, Thomas Gainsborough.
Ma dopo la Battaglia di Fontenoy, in Inghilterra si diffuse un'ondata di risentimento contro la Francia, e quindi nel 1745 Gravelot rientrò in patria, accompagnato da alcuni suoi studenti.
In Francia si occupò soprattutto dell'illustrazione incisa, divenendo popolarissimo.
Nel 1757 realizzò il suo lavoro più significativo, l'illustrazione del Decameron, caratterizzata da originalità, garbo, e da molteplici agganci al mondo aristocratico.
Molto apprezzate e pregiate risultarono anche le sue illustrazioni delle opere di Shakespeare, di Ovidio, di Torquato Tasso, come pure le sue opere pittoriche, limitate però al genere della ritrattistica e alle scene descriventi fatti di vita quotidiana. Si dilettò a scrivere anche un trattato di prospettiva. Il disegnatore e incisore francese Pierre-Philippe Choffard, ispirandosi ai suoi disegni, realizzò pregevoli incisioni.